# Los Pobres
Los Pobres är en ort i Mexiko.   Den ligger i kommunen Coalcomán de Vázquez Pallares och delstaten Michoacán de Ocampo, i den södra delen av landet, 400 km väster om huvudstaden Mexico City. Los Pobres ligger 1 040 meter över havet och antalet invånare är 186.
Terrängen runt Los Pobres är huvudsakligen kuperad. Los Pobres ligger nere i en dal. Runt Los Pobres är det mycket glesbefolkat, med 7 invånare per kvadratkilometer. Närmaste större samhälle är Coalcomán de Vázquez Pallares, 7,3 km nordost om Los Pobres. I omgivningarna runt Los Pobres växer huvudsakligen savannskog.